# Eörsi Gyula
Eörsi Gyula (születési nevén Schleiffer Gyula, Budapest, 1922. szeptember 19. – Budapest, 1992. április 20.) magyar jogtudós, egyetemi tanár, a Magyar Tudományos Akadémia rendes tagja. A polgári jog, ezen belül a tulajdonjog kérdéseinek neves kutatója, a Rákosi-diktatúra, majd a Kádár-rendszer polgári jogának egyik alakítója volt. 1978 és 1984 között az Eötvös Loránd Tudományegyetem rektora. Testvére Eörsi István író, fia Eörsi Mátyás politikus, lánya Eörsi Anna művészettörténész

## Életútja
1941-ben érettségizett, majd felvették a Budapesti Pázmány Péter Tudományegyetem (1950-től Eötvös Loránd Tudományegyetem) Állam- és jogtudományi Karára. Itt szerzett jogi doktorátust 1945-ben. Két évvel később letette a bírói és ügyvédi szakvizsgát. 1948–1949-ben állami ösztöndíjjal Párizsban volt vendéghallgató.
Diplomájának megszerzése után szakvizsgájának letételéig Glücksthal Andor ügyvédi irodájában volt ügyvédjelölt. 1947–1948-ban bírósági aljegyző volt a központi kerületi járásbíróságon, majd 1951-ig törvényszéki bírói rangban főelőadó az Igazságügyi Minisztériumban, előbb a magánjogi, ezt követően a törvény-előkészítő osztályon. 1951-ben kinevezték New Yorkba, illetve Washingtonba konzulnak. 1952-ben tért haza, az Igazságügyi Minisztérium törvény-előkészítő főosztályának vezetője lett, a főosztályt 1957-ig vezette. Közben 1951-ben félállásban az Eötvös Loránd Tudományegyetem polgári jogi tanszékének egyetemi docense lett (előtte tanított már a közgazdasági egyetemen, illetve a Szegedi Tudományegyetemen is). Szabó Imre jogfilozófussal és másokkal együttműködve nagy szerepe volt a szovjet típusú jog, jogtudomány és jogi oktatás hazai meghonosításában. Ideológiai és politikai célokból számos korábbi és még élő jogtudóst (többek között Moór Gyulát és Nizsalovszky Endrét) élesen támadott. 1956-ban vette át egyetemi tanári kinevezését és tanszékvezetői megbízását.
1957-ben részt vett a Legfelsőbb Bíróság Népbírósági Tanácsáról szóló 1957. évi 25. törvényerejű rendelet kodifikációs munkájában. A jogszabály a politikai különbíróságok rendszeréről, a forradalom résztvevőivel szembeni tömeges leszámoláshoz szükséges jogi intézményrendszer fontos eleméről szól. Emiatt a tevékenysége miatt 2016-ban a Nemzeti Emlékezet Bizottsága azon félezer kommunista funkcionárius közé sorolta, akik részt vettek az 1956-os forradalom elfojtásában, valamint az azt követő megtorlásban.
1978-ban az ELTE rektorává választották, tisztségét 1984. június 30-ig viselte. Egyetemi állása mellett az MTA Állam- és Jogtudományi Intézet polgári jogi osztályának vezetője (1957), később igazgató-helyettese lett. 1986-ban kutatóprofesszori megbízást kapott. 1967-ben, illetve 1970-ben a Dar es-Salaam-i Egyetem, 1973-ban pedig a Stockholmi Egyetem vendégprofesszora volt.
1952-ben védte meg az állam- és jogtudományok kandidátusi, 1956-ban akadémiai doktori értekezését. Tagja lett az MTA Állam- és Jogtudományi Bizottságának. 1962-ben megválasztották a Magyar Tudományos Akadémia levelező, 1973-ban pedig rendes tagjává. 1970-ben a Gazdaság- és Jogtudományok Osztálya elnökhelyettese, majd 1973 és 1976 között annak elnöke volt. Ilyen minőségében az MTA elnökségének is tagja volt. Akadémiai tisztségei mellett a Magyar Iparjogvédelmi Egyesület alelnöke, valamint a Deutsche Gesellschaft für Rechtsvergleichung tagja és tiszteletbeli doktora volt. Az Acta Juridica, valamint a Gazdaság- és Jogtudomány című tudományos szakfolyóiratok szerkesztőbizottságának tagja volt.

## Munkássága
Fő kutatási területe az állam- és jogtudományokon belül a polgári jog, ezen belül a szocialista tulajdonjog kérdései voltak. Emellett foglalkozott összehasonlító (komparatív) polgári joggal, iparjogvédelemmel, valamint a jog és a gazdaság közötti kapcsolattal.
Az 1950-es években a szocialista polgári jog elméleti alapjait (így az államosításokét is) rakta le, könyvet írt például a tervszerződésekről, illetve a kártérítési jogról. Behatóan foglalkozott a polgári jogi felelősség elméleti és gyakorlati kérdéseivel is, ezeket több monográfiában elemezte. Jelentősek a polgári jogi alapjaihoz kapcsolódó problémák területén történő kutatásai is. Az 1970-es években összehasonlító polgári jogi könyvet írt, amelyet angolul is kiadtak, valamint lerakta a jog gazdasági elemzésének alapjait is.
Jelentős tankönyvszerzői tevékenysége is. Világhy Miklóssal (személyesen nem kedvelték egymást) társszerzőként írt polgári jogi tankönyve több kiadásban is megjelent. Ebből a tankönyvből számos évfolyam hallgatói tanultak. Magyarország első polgári törvénykönyvét az Eörsi-Nizsalovszky-Világhy triumvirátus alkotta meg. Az MTA Állam- és Jogtudományi Intézetének egyik vezetőjeként munkatársainak viszonylagos szabadságot biztosított kutatási területüket és témaválasztásukat illetően.

## Családja
Szülei is az igazságszolgáltatást tekintették hívatásuknak. Apja, Schleiffer Pál ügyvéd, később közjegyző volt. Anyja, Eörsi Terézia – akinek később felvette a családi nevét – a fiatalkorúak pártfogó tisztjeként, majd bírósági irodakezelőként dolgozott. Felesége Hajdú Marianna magyar szakos tanár. Házasságukból két gyermek született: Eörsi Anna (1950) művészettörténész, egyetemi oktató, illetve Eörsi Mátyás (1954) jogász, politikus, országgyűlési képviselő. Testvére Eörsi István (1931–2005) Kossuth-díjas író volt.

## Emlékezete
A Magyar Jogász Egylet az Igazságügyi Minisztérium által támogatott polgári jogi kutatás keretében 2017. szeptember 21-én Eörsi Gyula emlékülést rendezett.

## Díjai, elismerései
- Magyar Népköztársasági Érdemérem arany fokozata (1952)
- Állami Díj (1978) – A polgári jog területén kifejtett munkásságáért
- Akadémiai Aranyérem (1983)

## Főbb publikációi
- A tulajdonátszállás kérdéséről (1947)
- Magánjog és polgári jog (1950, 1960)
- A tulajdonjog fejlődése. A kapitalizmus tulajdonjoga I–II. (1951)
- Az amerikai igazságszolgáltatás (1953)
- A tervszerződések (1957)
- Kártérítés jogellenes magatartásért (1958)
- A jogi felelősség alapproblémái. A polgári jogi felelősség (1961)
- Elhatárolási problémák az anyagi felelősség körében (1962)
- Magyar polgári jog I–II. (egyetemi tankönyv, Világhy Miklóssal, 1962, több kiadás)
- A szocialista polgári jog alapproblémái (1965)
- A polgári jogi kártérítési felelősség kézikönyve (1966)
- A gazdaságirányítás új rendszerére áttérés jogáról (1968)
- Fundamental Problems of Socialist Civil Law (1970)
- Összehasonlító polgári jog (1975, angolul 1979)
- Jog – gazdaság – jogrendszer-tagozódás (1977)